# Nyssodrysternum promeces
Nyssodrysternum promeces là một loài bọ cánh cứng trong họ Cerambycidae.